# Fred Agabashian
Levon Frederick „Fred“ Agabashian (* 21. August 1913 in Modesto, Kalifornien; † 13. Oktober 1989 in Alamo, Kalifornien) war ein US-amerikanischer Automobilrennfahrer.

## Karriere
Agabashian war vor allem bei Sprint- und Midget-Car-Rennen erfolgreich. Zwischen 1947 und 1958 bestritt er 22 Rennen der AAA/USAC National Serie, von denen er eines (1949 in Sacramento) gewinnen konnte.
Zwischen den Jahren 1950 und 1960 zählte das 500-Meilen-Rennen von Indianapolis zur Weltmeisterschaft der Formel 1. Da Agabashian zwischen 1950 und 1957 8-mal an den 500 Meilen teilnahm, stehen bei ihm acht WM-Starts zu Buche. Beste Platzierung war ein vierter Platz 1953 auf einem Kurtis Kraft 500B-Offenhauser, allerdings musste er sich diese Platzierung mit Teamkollegen Paul Russo teilen, der seinen Wagen übernahm. Für geteilte Plätze gab es bei Weltmeisterschaftsläufen zur Formel 1 in den 1950er Jahren nur halbe Punkte. 1952 startete er in Indianapolis mit einem Kurtis Kraft-Cummins aus der Pole-Position, scheiterte aber in der 71. Runde mit einem Schaden an der Aufladung des Kompressors.

## Statistik

### Indy-500-Ergebnisse
| Jahr | Startnr. | Start | Qual. (km/h) | Ergebnis | Runden | Führung | Ausfall                       |
| ---- | -------- | ----- | ------------ | -------- | ------ | ------- | ----------------------------- |
| 1947 | 41       | 23    | 195,470      | 9        | 191    | 0       |                               |
| 1948 | 26       | 32    | 197,497      | 23       | 58     | 0       | Ölleitung                     |
| 1949 | 47       | DNQ   |              |          |        |         |                               |
| 1949 | 15       | 30    | 204,368      | 27       | 38     | 0       | Motor                         |
| 1950 | 28       | 2     | 213,686      | 28       | 64     | 0       | Ölleitung                     |
| 1950 | 12       |       |              | 252      | 41     | 0       | fuhr Banks’ Wagen; Rd. 72–112 |
| 1951 | 59       | 11    | 217,274      | 17       | 109    | 0       | Kupplung                      |
| 1952 | 28       | 1     | 222,086      | 27       | 71     | 0       | Motor                         |
| 1953 | 59       | 2     | 221,329      | 4        | 200    | 1       |                               |
| 1954 | 77       | 24    | 221,651      | 6        | 200    | 0       |                               |
| 1955 | 14       | 4     | 228,394      | 32       | 39     | 0       | Dreher                        |
| 1956 | 42       | 7     | 231,821      | 12       | 196    | 0       |                               |
| 1957 | 14       | 4     | 229,391      | 22       | 107    | 0       | Ölleitung                     |
| 1958 | 56       | DNQ   |              |          |        |         |                               |
| 1958 | 75       | DNQ   |              |          |        |         |                               |
| 1958 | 57       | DNQ   |              |          |        |         | Trainingsunfall               |

| Legende  | Legende            | Legende                                                          |
| Farbe    | Abkürzung          | Bedeutung                                                        |
| -------- | ------------------ | ---------------------------------------------------------------- |
| Gold     | –                  | Sieg                                                             |
| Silber   | –                  | 2. Platz                                                         |
| Bronze   | –                  | 3. Platz                                                         |
| Grün     | –                  | Platzierung in den Punkten                                       |
| Blau     | –                  | Klassifiziert außerhalb der Punkteränge                          |
| Violett  | DNF                | Rennen nicht beendet (did not finish)                            |
| Violett  | NC                 | nicht klassifiziert (not classified)                             |
| Rot      | DNQ                | nicht qualifiziert (did not qualify)                             |
| Rot      | DNPQ               | in Vorqualifikation gescheitert (did not pre-qualify)            |
| Schwarz  | DSQ                | disqualifiziert (disqualified)                                   |
| Weiß     | DNS                | nicht am Start (did not start)                                   |
| Weiß     | WD                 | zurückgezogen (withdrawn)                                        |
| Hellblau | PO                 | nur am Training teilgenommen (practiced only)                    |
| Hellblau | TD                 | Freitags-Testfahrer (test driver)                                |
| ohne     | DNP                | nicht am Training teilgenommen (did not practice)                |
| ohne     | INJ                | verletzt oder krank (injured)                                    |
| ohne     | EX                 | ausgeschlossen (excluded)                                        |
| ohne     | DNA                | nicht erschienen (did not arrive)                                |
| ohne     | C                  | Rennen abgesagt (cancelled)                                      |
| ohne     | keine WM-Teilnahme |                                                                  |
| sonstige | P/fett             | Pole-Position                                                    |
| sonstige | 1/2/3/4/5/6/7/8    | Punktplatzierung im Sprint-/Qualifikationsrennen                 |
| sonstige | SR/kursiv          | Schnellste Rennrunde                                             |
| sonstige | *                  | nicht im Ziel, aufgrund der zurückgelegten Distanz aber gewertet |
| sonstige | ()                 | Streichresultate                                                 |
| sonstige | unterstrichen      | Führender in der Gesamtwertung                                   |